# Best of My Love (The Emotions)
Best of My Love is een single uit 1977 van het Amerikaanse trio The Emotions. Het is afkomstig van hun album Rejoice en is geschreven door Maurice White en Al McKay van Earth, Wind & Fire. In de begeleidingsband wordt EWF vertegenwoordigd door McKay Verdine White, Fred White en Larry Dunn. Verder verlenen door percussionist Paulinho da Costa en pianist/co-producer Clarence McDonald hun medewerking. In Amerika leverde het een nummer 1-notering op hit, en een Grammy Award.

## Covers
Best of My Love is onder meer gecoverd door de volgende artiesten;
- Lorraine Mackintosh (ex-zangeres van de Britse band Cool Notes)
- Phoebe Snow
- Sheena Easton
- Mary J. Blige
- Dewi Pechler nam speciaal voor 100%NL een Nederlandstalige versie op onder de titel Het beste in mij.

## Ander gebruik
- Mariah Carey samplede het nummer voor haar hit Emotions uit 1991. Dit leverde haar een rechtszaak op omdat ze geen toestemming had gevraagd.
- Verder kwam het nummer voor in diverse films zoals Boogie Nights uit 1997.